# Aurelia Browder
Aurelia Shines Browder Coleman (Montgomery, 29 gennaio 1919 – Montgomery, 4 febbraio 1971) è stata un'attivista statunitense.
Nell'aprile del 1955, quasi otto mesi prima dell'arresto di Rosa Parks e un mese dopo l'arresto di Claudette Colvin, è stata arrestata per essersi rifiutata di rinunciare al suo posto sull'autobus per far sedere un uomo bianco.

## Biografia

### Infanzia e famiglia
Aurelia Browder nacque il 29 gennaio 1919 a Montgomery, dove visse per tutta la sua vita. Fu l'unico sostegno economico dei suoi sei figli dopo essere rimasta vedova. Svolse svariati lavori durante la sua vita, tra cui cucitrice, infermiera levatrice e insegnante. Jo Ann Robinson la descrive nel suo memoriale come "colta, estremamente intelligente, senza paura".

### Formazione
Browder completò la scuola superiore negli anni '30 e successivamente conseguì una laurea in scienze alla Alabama State University. Si laureò con onore ed entrò nel National Alpha Kappa Mu Honor Society. Mentre studiava alla Alabama State University, Browder incontrò Jo Ann Gibson Robinson, una professoressa del dipartimento di inglese, attivista per i diritti civili e membro del Women's Political Council. Robinson ispirò Browder nel suo coinvolgimento per affrontare le ingiustizie del sistema di trasporto, incoraggiandola a partecipare alla causa proposta dalla Montgomery Improvement Association.

### Coinvolgimento nella lotta per i diritti civili
Prima del suo coinvolgimento nel boicottaggio dei bus a Montgomery, Browder era attiva nelle campagne di registrazione degli elettori negli anni '50. Seguiva gli afroamericani che volevano sostenere l'esame di registrazione degli elettori, lavorava per eliminare le imposte sugli elettori e trasportava al tribunale coloro che volevano registrarsi. Aurelia Browder si associò a diversi gruppi di diritti civili, fra cui la National Association for the Advancement of Colored People (NAACP), il Montgomery Improvement Association (MIA) e la Southern Christian Leadership Conference(SCLC).

### Dopo la sentenza
Browder continuò ad essere una attivista ed a essere coinvolta con NAACP, MIA e SCLC anche dopo la chiusura del suo caso. Trascorse un po' di tempo a insegnare ai veterani della Loveless School e avviò la propria attività più tardi. Il figlio di Browder, Butler Browder, vive ancora a Montgomery. Egli ritiene che l'eredità della madre sia stata oscurata. In un articolo del 2005 del Montgomery Advertiser, Butler scrisse: "La verità è che è stato il caso Browder contro Gayle a cambiare le leggi che obbligavano la segregazione nei bus. Se non fosse per questo caso e gli sforzi costanti per porre fine alla segregazione in questo paese, potremmo ancora marciare".

## Browder contro Gayle

### Arresto e deposizione del caso
Aurelia Browder fu arrestata il 19 aprile 1955, quasi otto mesi prima dell'arresto di Rosa Parks e un mese dopo l'arresto di Claudette Colvin, per essersi seduta nella sezione bianca di un autobus pubblico a Montgomery. Venne condannata e ricevette una multa per il suo presunto crimine. Il 1º febbraio 1956 Fred Gray (avvocato per la Montgomery Improvement Association) e Robert Lee Carter della NAACP Legal Defense Fund depositarono una causa presso la Corte Distrettuale statunitense per conto di cinque donne nere che erano state vittime della discriminazione sugli autobus locali. William Armistead Gayle, sindaco di Montgomery, era l'imputato.
La Montgomery Improvement Association aveva come obiettivo la fine della segregazione ed approfittò del boicottaggio dei bus a Montgomery, guidato principalmente da Jo Ann Robinson. Il boicottaggio iniziò il 3 dicembre 1955, due giorni dopo l'arresto di Rosa Parks. La Montgomery Improvement Association depositò il caso Browder perché sarebbe stato in grado di evitare l'udienza nei tribunali locali. Il caso di Rosa Park avrebbe dovuto passare per i tribunali locali in primo luogo, dove avrebbe potuto rimanere in sospeso per anni. Presentando il caso direttamente ai tribunali distrettuali, avrebbero potuto anche essere in grado di ottenere immediatamente una ingiunzione contro la legge sulla segregazione.

### Querelante
Browder contro Gayle venne presentato da cinque querelanti: Aurelia Browder, Claudette Colvin, Susie McDonald, Jeanette Reese e Mary Louise Smith. Browder venne scelta come querelante principale per la sua età. Due di esse erano adolescenti e le altre due erano anziane. Browder aveva 37 anni, un'età media fra quelle delle querelanti. Jeanette Reese si ritirò dal caso subito dopo la deposizione per le intimidazioni da parte della comunità bianca.

### Decisione e conseguenze
Il 5 giugno i giudici emisero la loro sentenza: gli autobus segregati violavano la garanzia di uguaglianza del XIV emendamento e quindi erano incostituzionali. La città di Montgomery non poteva applicare alcuna legge "che potrebbe richiedere che i querelanti o qualsiasi altro negro si sottopongano alla segregazione nell'utilizzo degli impianti di trasporto di autobus nella città di Montgomery". Sia la città che lo Stato presentarono ricorso. Il 17 dicembre 1956 la Corte Suprema accolse la sentenza, ordinando ad un tribunale dello Stato dell'Alabama di desegregare i suoi autobus. Il boicottaggio dei bus di Montgomery terminò il 21 dicembre, dopo 381 giorni.